# 11548 Jerrylewis
11548 Jerrylewis (1992 WD8) là một tiểu hành tinh vành đai chính được phát hiện ngày 25 tháng 11 năm 1992 bởi C. S. Shoemaker và D. H. Levy ở Đài thiên văn Palomar.